# Lolita (cantora austríaca)
Edith "Ditta" Einzinger (nascida Edith Zuser; 17 de janeiro de 1931 – 30 de junho de 2010), foi uma cantora pop austríaca que gravou sob o nome artístico Lolita.
Ela começou cantando em clubes locais enquanto trabalhando como uma professora de jardim de infância. Descoberta em 1956, ela começou sua carreira em gravações em 1957. Gravações iniciais tipicamente eram canções com uns temas latino-americanos, de Ilhas dos Mares do Sul, ou 'exoticamente' similares. Em dezembro, 1959, ela gravou o que iria se tornar sua única gravação de ouro, "Seemann, deine Heimat ist das Meer" ("Marinheiro, Sua Casa é o Mar"), qual foi um hit single nos Estados Unidos, atingindo o número cinco, e no Japão bem como na Europa de língua alemã em 1960. Isso foi uma das poucas gravações cantadas em uma outra língua que o inglês para ter sido bem-sucedida no mercado mainstream americano.
Traduzida como "Sailor", a canção foi mais tarde coberta por Petula Clark e Anne Shelton, ambas quem tinham atingido com isso no UK Singles Chart, bem como as Andrews Sisters. Clark também tomou a canção para #1 na França em 1961 sob o título "Marin (Enfant du voyage)".
Lolita continuou gravando títulos marítimos e dos mares do sul e em anos mais tarde, suas gravações eram mais tipicamente canções folk austríacas e alemãs, incluindo iodelei.

## Morte
Antes de sua morte em Salzburgo, com idade de 79, de câncer, Lolita viveu em Großgmain. Duas vezes divorciada, ela foi sustentada por dois filhos.